# Грахово об Бачи
Грахово об Бачи (на словенски: Grahovo ob Bači) е село в Словения, регион Горишка, община Толмин. Според Националната статистическа служба на Република Словения през 2015 г. селото има 128 жители.